# 白羊乡 (龙山县)
白羊乡，是中华人民共和国湖南省湘西土家族苗族自治州龙山县下辖的一个乡镇级行政单位。

## 行政区划
白羊乡下辖以下地区：
大堰坪村、红星村、三湾塘村、胜利村、新林村、白羊坪村、浦家河村、玉竹村、民爱村和青山堡村。